# Pillar Provincial Park
Der Pillar Provincial Park ist ein nur etwas mehr als 2 ha kleiner Provinzpark im kanadischen British Columbia. Der Park liegt elf Kilometer westlich von Falkland im Thompson-Nicola Regional District, an der Grenze zum Columbia-Shuswap Regional District.
Bei dem namensgebenden Pillar handelt es sich um eine Hoodoo-ähnliche, etwa 20 Meter hohe Felssäule.

## Anlage
Der Park liegt oberhalb des Pillar Lake an der Verbindungsstraße von Falkland nach Chase. Von der Straße führt ein etwa 250 Meter langer Wanderweg zur Felssäule.
Bei dem Park handelt es sich um ein Schutzgebiet der Kategorie III (Naturdenkmal).

## Geschichte
Wie bei fast allen Provinzparks in British Columbia gilt auch für diesen, dass er, lange bevor die Gegend von europäischen Einwanderern besiedelt oder sie Teil eines Parks wurde, Lebensraum verschiedener Völker der First Nations, hier hauptsächlich vom Volk der Secwepemc, war.
Der Park wurde, zusammen mit einer ganzen Reihen an weiteren Parks, am 17. Mai 2004 gegründet und gehört zu den kleinsten der Provincial Parks in British Columbia.